# Международная академия наук Сан-Марино
Международная академия наук Сан-Марино (итал. L’Accademia Internazionale delle Scienze San-Marino, эсп. Akademio Internacia de la Sciencoj San-Marino) — международная научно-образовательная организация со штаб-квартирой в словацком городе Комарно. Рабочими языками академии являются немецкий, английский, французский, итальянский и эсперанто.

## История
Гельмар Франк, впоследствии ставший первым президентом академии, после успешного выступления на конгрессе по вопросам образования (Сан-Марино, 1979 год) обратился к руководству Республики Сан-Марино с предложением о создании университета для желающих получить степень доктора в разных областях применения кибернетики. Первая встреча Франка по этому предложению с министром образования и культуры Республики Сан-Марино Фаустой Морганти (Fausta Morganti) состоялась 25 ноября 1981 года. Было сформулировано встречное предложение об образовании не университета, а академии, совмещающей образовательную и научную работу. Проект МАН был утверждён Государственным конгрессом Сан-Марино (решение № 58 от 19 мая 1983 года), а с 28 декабря того же года МАН открыла свою первую университетскую сессию в Сан-Марино. Официальное начало деятельности МАН датируется 13 сентября 1985 года, когда адвокат поставил свою подпись под уставом академии..